# 칸 본필스
칸 본필스(Khan Bonfils, 1972년 ~ 2015년 1월 5일)는 영국의 배우, 영화배우이다.
런던에서 태어났으며 런던에서 사망하였다.

## 영화
- 트래블러 (2013년)
- 트라이브  (2011년)
- 바디 아머 (2007년)
- 배트맨 비긴즈 (2005년)
- 월드 오브 투모로우 (2004년)
- 툼 레이더 2 - 판도라의 상자 (2003년)
- 스타워즈 에피소드 2 - 클론의 습격 (2002년)
- 스타워즈: 에피소드 1 -  보이지 않는 위험 (1999년)